# ソシエテ・ジェネラル
ソシエテ・ジェネラル（Société Générale S.A.）は、フランスでBNPパリバに続くメガバンク。世界約80カ国以上で個人と企業の双方を顧客とし、プライベートバンキングを営み投資信託取引も担う。ゴールド・フィックス（Gold fixing）加盟行。

## 沿革

### ペレールの退場
1852年、ペレール兄弟（Frères Pereire）のクレディ・モビリエ（Crédit mobilier）を創立した。クレディ・モビリエは少額の株式・社債を大規模に発行し大衆貯蓄をプールして、産業金融と公共事業投資を国際的に展開する兼営銀行となった。これに対抗するシンジケートが1855年に組織された（Réunion Financière）。ロスチャイルド家を基軸とする同シンジケートには錚々たるメンバーがそろっていた。ケス・デパーニュグループ創業者のピレ（Pillet-Will）、パリ割引銀行のヘンチ（Édouard Hentsch）、アントウェルペンのカーン閨閥（Famille Cahen d'Anvers）、アライド・アイリッシュ銀行のエドワード（Edward Charles Blount）、商工信用銀行の創立者タラボー（Paulin Talabot）などが参加していたのである。
1863年、同シンジケートの大部分がジェネラル・クレジット（General Credit and Finance）を資本金2億5千万フランでロンドンに創立。トーマス・ブラッシー（Thomas Brassey）がリーダーシップをとり、ジェネラル・クレジットはエジプト・近東で活躍した。1864年5月、ソジェンがシンジケートを更新する形で創業（Société Générale pour Favoriser le Développment du Commerce et de l'Industrie en France SA, 資本金1億2千万フラン）。シュナイダーエレクトリックのウジェーヌ（Eugène Schneider）が社長となった。ロスチャイルド家は出資をしなかったのに、アルフォンス・ド・ロチルドを監査役に就けた。普墺戦争の翌年、短期資本の塊であったクレディ・モビリエが不動産投機に失敗し破産した。後に中国興業銀行がペレールの轍を踏むことになる。
無敵となったソジェンは、金属工業の盛んなサン＝テティエンヌとクレルモン＝フェランに支店を出した。普仏戦争までにアルザスにも支店を出していた（ストラスブールとミュルーズ、少し遅れてコルマール）。1871年、初の海外支店をロンドンに開設した。

### ソジェンとソジェナル
1876年、イスマーイール・パシャへの借款を回収できなくなった農業信用銀行（Société du Crédit Agricole）が倒産した。この事件は50年後のクレディ・アグリコル誕生までにおいて、フランス農業金融に対する最初の試練であった。農業信用銀行はクレディ・フォンシエ（Crédit foncier de France）の子会社であったので、親会社フォンシエはスエズ運河運用純益の担保権を実行していた。フォンシエは1852年サビエル・ブラニキ（Xavier Branicki）が設立した。彼はポーランド立憲王国の貴族で、ロシアの圧制から逃れ、ボナパルト家やロスチャイルド家と親しくなった。フォンシエは開発業者がパリ改造の対価として受け取った土地を大規模に割引いて国策企業に成長した。このようなフォンシエが借款を回収せぬまま終わるわけがなかった。
1880年ドイツ帝国が北東アルザスの子会社を閉めるか分離するかせよと命令してきたので、1881年ソジェナル（Sogenal）を独立させた。一方でオスマン債務管理局が発足して債権回収の目途が立った。ソジェナルがドイツで勢力を拡大するにつれ、ドイツ系銀行が同局の開発利権に食い込んできた。1888年、ソジェンがオクタヴ・オンベルグ・パパを派遣してインドシナ銀行の重役を任せた。
三国干渉でフランス資本は広東に足がかりを得た。そして露清銀行の主導権を奪いかけたロシアを日露戦争が動揺させた。1906年、ソジェンはユニオン・ミニエールの設立に参加。1910年、子会社の北方銀行（Banque du Nord）を露清銀行と合併（露亜銀行）。ソジェンは主導権を奪い返そうとするが、思うようにはいかなかった。ロシアはオスマン攻めやポーランド分割のときからプロイセンと交渉をもっており、サンクトペテルブルクの中央銀行にロスチャイルドの代理人が送り込まれていた。
1913年、ソジェンはドイツ・オリエントバンクのモロッコ支店を買収した。一方、インドシナ銀行の天津支店長だったペルノット（Joseph Pernotte）が創立計画を立てていた中国興業銀行（Banque industrielle de Chine）が同年に発足した。翌年に第一次世界大戦が勃発し、フランスは辛くも勝利した。ヴェルサイユ条約でアルザス・ロレーヌが戻ったのに、ソジェンとソジェナルは統合せず独立したままだった。中国興業銀行はロイズ銀行とコルレス関係にありながら資金難でペレール的な兼営銀行路線を突き進んだ。ソジェナルはドイツで支店を出し続け、1926年チューリッヒへ設置するまで勢いが続いた。ソジェンは1920年代に政府の景気を刺激されて成長できたが、世界恐慌には耐えかね、クレディ・リヨネ（現クレディ・アグリコル）と経営拡大を自制する合意に達した。

### 支配権をめぐる戦い
第二次世界大戦中のペタン政権下で、産業金融を営む銀行は支店開設と証券業務を禁じられた。1944年、バーデン銀行（Badische Bank）がソジェナルを吸収してバーデン・アルザス銀行と改称させた。バーデン銀行はロスチャイルド家とディスコント・ゲゼルシャフト（現ドイツ銀行）が1870年に創立した。終戦して1945年12月、ソジェンとクレディ・リヨネ、パリ割引銀行と国民商工業銀行（ともに現BNPパリバ）が国有化された。オートバンクは理事会に席を占め、発言力を残した。バーデン・アルザス銀行はそのままだったので、気ままに経営を拡大した。ソジェンも国有銀行としてアルジェリアをはじめとする旧植民地へ支店を展開した。1955年バーデン・アルザス銀行が再びソジェンを名乗り、地域開発会社（Société de développement régional）を牽引した。
1960年代はじめ、ソジェンは政府のデフレ政策により融資額を厳しく制限された。1966年、支店開設に事前承認が不要となった。欧州経済共同体へ加入した1968年、政府が業務範囲の拡大を奨励するようになった。ソジェンはユーロダラーに活路を見出した。合衆国へ進出し、外為業務と商取引をターゲットに国際的な急成長をとげた。世界が変動相場制となった1973年、ソジェンは株式の25％を従業員と限られた投資家に売却し、東京支店を開設した。さらに、フランス初のベンチャー・キャピタル（SOGINNOVE）の設立を主導した。ソジェンは主幹事としてアーノルド・スミス（C. Arnholdt Smith）のUSナショナルにユーロダラーを貸し付けていたが、倒産して750万ドルの損害を出した。それからはコングロマリット化を推進した。1979年までにソジェンは世界60カ国で200支店をもつ多国籍企業となっていたが、同年政府介入なしに増資できる法律が制定された。政府は92％も支配率を維持していたのに画期的な出来事であった。1980年、ソジェンはイギリスブローカーを買収（Strauss Turnbull & Co.）、同社のユーロ債取引を乗っ取った。ミッテラン大統領が出るとソジェンは1982年に再び完全国有化された。そして元BNP社長のジャック（Jacques Mayoux）がソジェン社長となった。ソジェンは1984年に国際部門で240万ドルの損失を出したのに、投資銀行を志向してグローバルに大口顧客を探し回った。翌年に3.3万人をリストラして、レバレッジド・バイアウト用の新会社を設立し（Projis）、ベンチャー・キャピタルを二倍に増資した。1986年にコアビタシオンとなり、翌年ソジェンは完全に民営化された。
前後するがソジェンは1983年、ミューチュアル・ファンドを束ねるファンド・オブ・ファンズからおよそ400万ドルを請求された裁判で、判決に会計上の注意義務が存在しないことを認めさせた。これは1973年5月10日に原告が請求している金をABN（現ABNアムロ）がパナマ国立銀行へ送ってしまい、BCB（Bahamas Commonwealth Bank Ltd）名義の特に信託というわけではない口座に振り込んだ事件であり、原告は擬制信託を主張していた（Baden v Société Générale）。

### ブラックマンデー以降
ブラックマンデーの後ソジェンの株価は下がっていた。マル・ヴィエノ（Marc Viénot, ヴィヴェンディ重役）がソジェン会長となった。法改正がパリ証券取引所に改革をもたらした。それまでフランスの証券会社は独占的にブローカー業務を営んでいた（Agents de change en France）。しかし初めてソジェンが証券会社を買収し（Delahaye / Ripault）、独占体制を切り崩した。ミッテランの続投が決まってソジェンの株価は急上昇し、このころジョルジュ（Georges Pébereau）が少なくとも公企業二社に支えられてソジェン株の9.16％を取得したことを明らかにした。ソジェンは民間五社に相当割合の自社株を買わせて乗っ取りを防いだ。1988年、イギリスのアセット・マネジメント会社を買収した（Touche Remnant, 4年後Henderson Groupに売却）。
- 1990年 - ヴュルテンベルク王国の証を模したような現在のロゴが制定された。
- 1997年 - パリバからクレディ・デュ・ノル（Crédit du Nord）を買収（2000年デクシアが20％参加）[2]。
- 1998年 - ハンブローズ銀行（Hambros Bank, Strauss Turnbull に先行参加）と旧山一證券系列の投資顧問会社を買収[2]。
- 2000年 - サンタンデール銀行およびSAI（Società Assicuratrice Industriale）と戦略的提携[2]。
- 2001年 - TCW（TCW Group）を買収（当初51％、2006年までに70％）[2]。
- 2002年 - 信託銀行（プライベートバンキング）業務に進出。
- 2004年 - ギリシャ総合銀行（General Bank of Greece）の50％を支配（2010年に88％以上）[2]。
- 2006年 - ロスバンク（Rosbank）の20％を支配（やがて75％近くまで支配率が上昇）[2]。
- 2008年 - 1月、所属ディーラーのジェローム・ケルビエル（Jérôme Kerviel）による不正取引があったと発表、損失額は49億ユーロにのぼることを明らかにした。HSBCホールディングスやBNPパリバ、クレディ・アグリコルなどによる敵対的買収をフランソワ・フィヨン首相が牽制し[6]、米国のモルガン・スタンレーとJPモルガン・チェースを引受先とする55億ユーロ（約8500億円）の増資を行って復活した。5月、ロックフェラーの資産運用事業の株式を保有した[7]。
- 2009年 - ダニエル・ブトン（Daniel Bouton）元会長が巨額損失事件で引責辞任、フレデリック・ウデアが会長兼社長に[注釈 1]。
- 2010年 - クレディ・デュ・ノルがマルセイユ信金（Société Marseillaise de Crédit）をHSBC のCCFから取得[2]。
- 2012年 - RITキャピタル・パートナーズがロックフェラー・グループの資産運用事業の株式37％を取得する合意を発表[7]。
- 2013年 - ソシエテジェネラル信託銀行を三井住友銀行に売却[8]。商号もSMBC信託銀行に改称。
- 2014年 - 3月、オンラインバンキング子会社ブルソラマ（Boursorama）の未保有株を取得する計画を明らかにした。
- 2015年 - 4月、ジェフリーズ・ベーチェ（Bache & Co.）の先物事業の大部分を取得。
- 2016年 - 3月、重大不正捜査局がEULIBOR不正操作の疑いでSG元トレーダー1人とドイツ銀行行員・元行員4人の弁護人の欧州逮捕状を取った[9]。4月、パナマ文書をめぐり、本社を捜索された[10]。6月、フランスの労働裁判所がジェローム・ケルビエルの解雇は不当だとして、ソシエテ・ジェネラルに45万ユーロの損害賠償を命じた。SG側は上訴する方針[11]。同月、クラインワート・ベンソン・ロンズデールを買収。かつてクラインワートはゴールド・フィックスの参加者であったが、1995年ドレスナー銀行に、また2009年ドレスナーごとコメルツ銀行に買収された。2009年10月リップルウッド・ホールディングスへ売却された。
- 2018年 - 6月4日、米仏各当局におよそ13億ドルの和解金を支払うことで合意。容疑はLIBOR不正操作（2006年、東京とロンドンの職員が連携。2017年8月には元ソジェン幹部2人が同様のスキームで刑事告訴された。）とカダフィ政権に対する賄賂（2004-9年。調査ファンドLegg Masonまで買収。連邦海外腐敗行為防止法違反）。[12][13]

## 日本での事業展開
日本との関わりとしては、幕末の勘定奉行小栗忠順と1864年に来日したフランス公使レオン・ロッシュとの対談で、ヨーロッパにおいて日本国債の応募者を募集する窓口となった。1866年、ソシエテ・ジェネラルのクーレ代表が来日し、小栗との間に3500万フラン（当時）の借款契約が結ばれた。この借款を利用し、幕府は軍備を増強し、返済には生糸、茶などの輸出代金を充てるため、これらの輸出はすべてソシエテ・ジェネラルを経由した。横須賀造船所は代表的な遺産である。
東京オフショア市場の開設された1986年、ソシエテジェネラル証券東京支店も開設された。2010年、ソシエテ ジェネラル アセットマネジメントとクレディ・アグリコルアセットマネジメントが合併し、アムンディ・ジャパン株式会社に商号変更した。
- ソシエテ ジェネラル銀行
- ソシエテ・ジェネラル証券
- リクソー投信 (Lyxor Asset Management)
- アムンディ・ジャパン（旧ソシエテ ジェネラル アセットマネジメント）
- ニューエッジ・ジャパン証券 ※クレディ・アグリコルとの合弁
- ソシエテジェネラルエアクラフトリーシング